# Otterwisch
Otterwisch település Németországban, azon belül Szászország tartományban. Lakosainak száma 1374 fő (2023. december 31.). Otterwisch Parthenstein, Grimma, Bad Lausick, Kitzscher, Rötha és Belgershain községekkel határos.

## Népesség
A település népességének változása:
| Lakosok száma | 1391 | 1380 | 1368 | 1380 | 1374 |
|               | 2017 | 2019 | 2021 | 2022 | 2023 |